# Referendum costituzionale in Irlanda del 2001
Il referendum costituzionale in Irlanda del 2001 si tenne il 7 giugno ed ebbe ad oggetto la ratifica del Trattato di Nizza.
Prevalsero i contrari alla ratifica con il 53,9%. Si sarebbe trattato del ventiquattresimo emendamento della Costituzione irlandese.

## Modifica del testo
Articolo 29.4.7: Lo Stato può ratificare il trattato di Nizza che emenda il trattato sull'Unione europea, i trattati che istituiscono le Comunità europee e alcuni atti connessi firmato a Nizza il 24 febbraio 2001.
Articolo 29.4.8: Lo Stato può osservare le deroghe ai sensi degli articoli 1.6, 1.9, 1.11, 1.12, 1.13 e 2.1 del Trattato citato nel titolo 7 di questa sezione ma qualsiasi esercitazione sarà conforme alla preventiva approvazione parlamentare.

## Contesto
Il ventiquattresimo emendamento fu proposto dal Fianna Fáil e dai Progressisti Democratici allora al governo, fu appoggiato anche dal Fine Gael e dai Laburisti mentre vi si opposero i Verdi, lo Sinn Féin e il Partito Socialista.

## Esito referendario
Questo il risultato del referendum in dettaglio.
| Preferenza     | Voti      | Percentuale (%) |
| -------------- | --------- | --------------- |
| Sì             | 461.451   | 46,13           |
| No             | 529.478   | 53,87%          |
| Voti validi    | 990.956   | 99,13%          |
| Voti dispersi  | 6.649     | 0,87%           |
| Affluenza      | 34,79%    | 34,79%          |
| Aventi diritto | 2.867.960 | 2.867.960       |